# Coryphantha vogtherriana
Coryphanta vogtherriana, conocida comúnmente como biznaga partida de Voghterr, es una especie de planta suculenta perteneciente al género Coryphantha, dentro de la familia Cactaceae. Es endémica de México (concretamente de los estados mexicanos de Jalisco y San Luis Potosí).

## Descripción

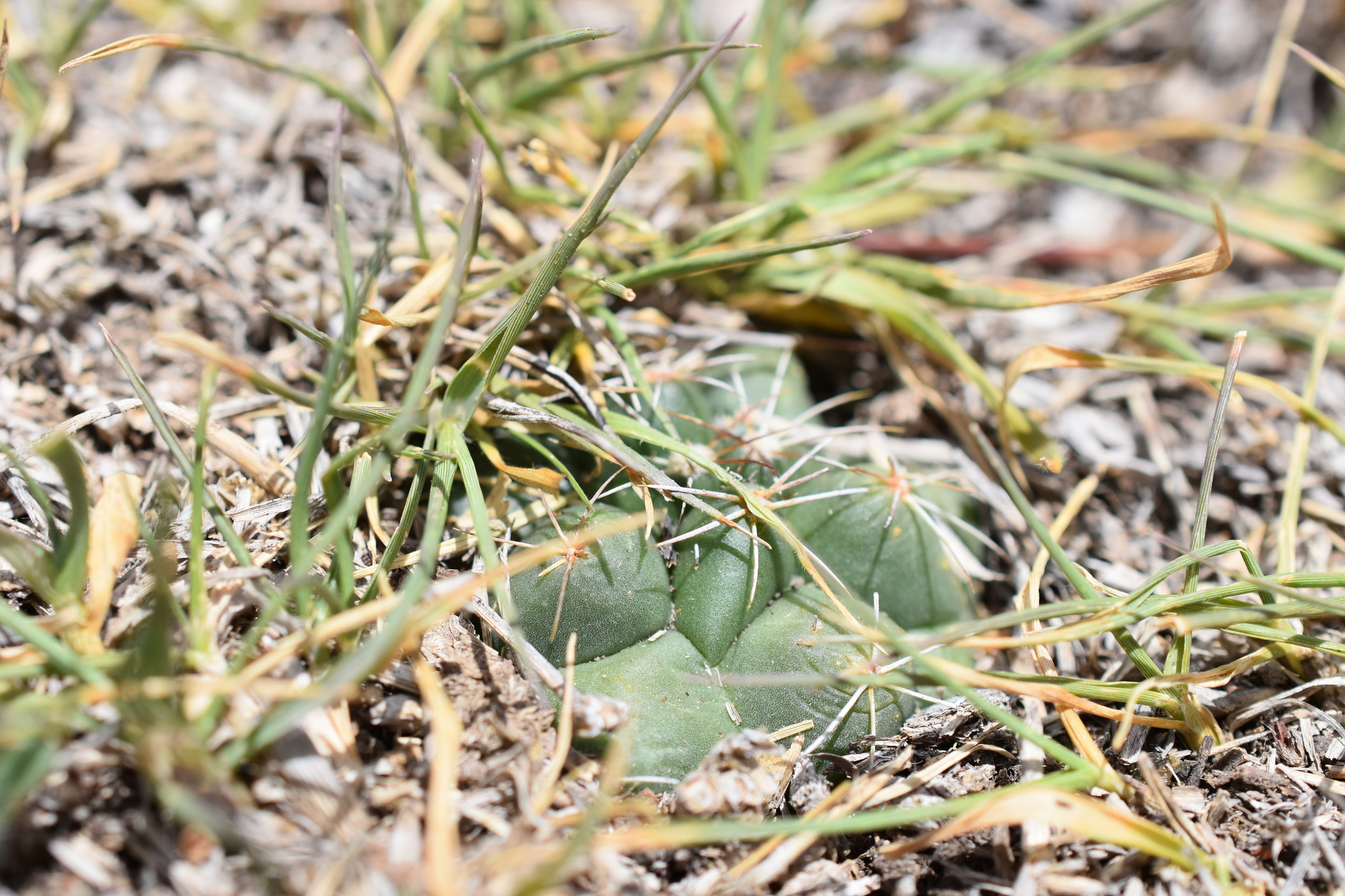
Planta semienterrada

Coryphantha vogtherriana es una especie de cactus que aunque generalmente crece de forma solitaria, ocasionalmente forma pequeños grupos bajos. Los tallos son esféricos y generalmente crecen hundidos profundamente en el suelo. Tienen la epidermis de color verde oscuro a verde azulado, miden hasta 3 cm de alto y de 5 a 6 cm de diámetro.
Los tallos están cubiertos de tubérculos cónicos a ovoides, son algo arqueados y están aplanados. Se disponen de forma laxa y miden hasta 1,7 cm de largo. Aunque son surcados, éstos suelen aparecer en plantas muy viejas, por lo que cuando son jóvenes o no tienen o son muy cortos. Sus axilas son lanudas y contienen glándulas de néctar de color rojo.

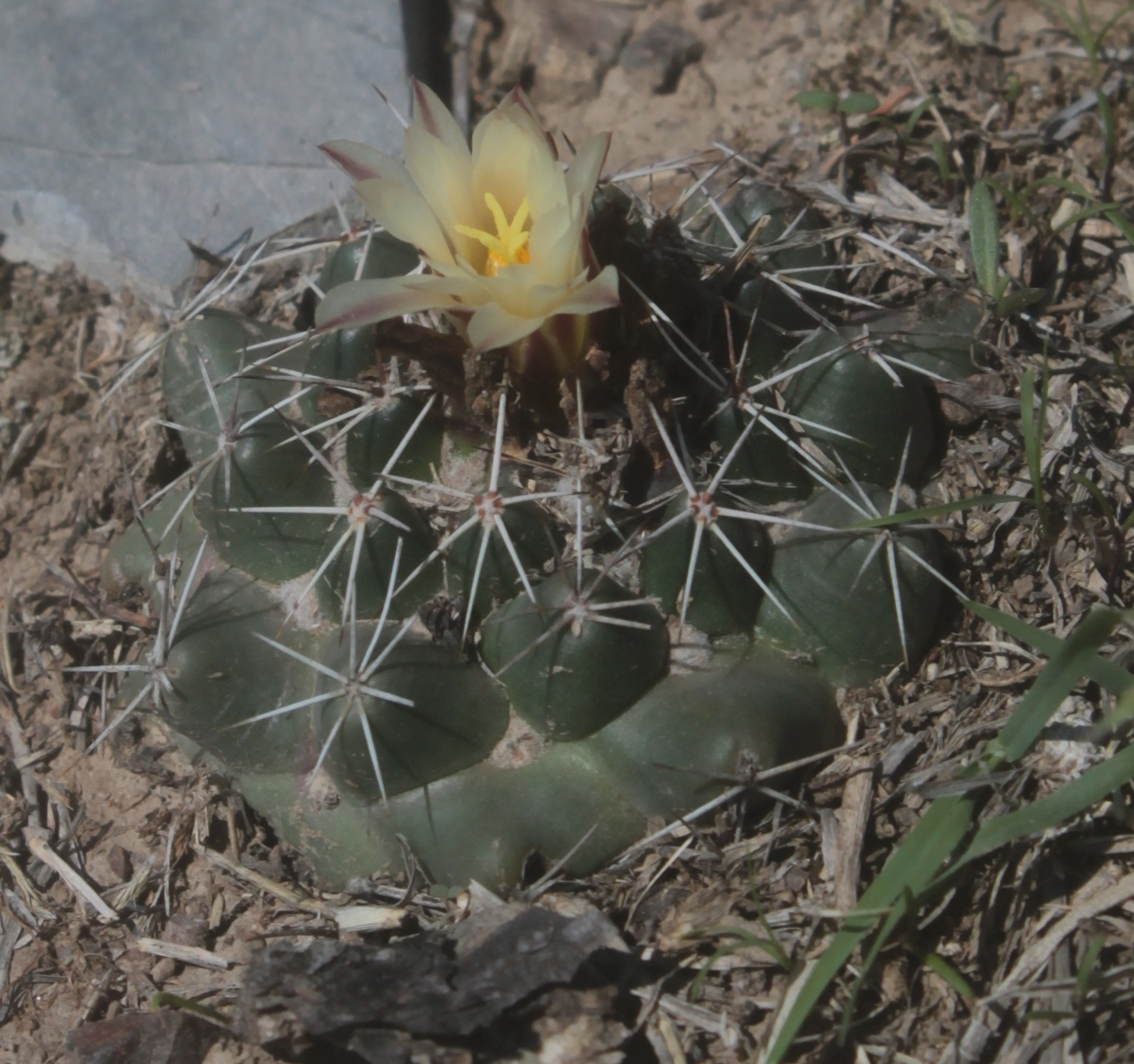
Planta en flor

En la punta de los tubérculos se asientan areolas que van de circulares a ovales. Tienen 1 espina central ganchuda, erecta o descendente, de 0,5 a 2 cm de largo. Sólo aparece engrosada en la base en plantas más viejas y aunque inicialmente es de color cuerno a marrón, con el tiempo se torna blanco grisácea. También tiene de 4 a 6 espinas radiales (o más) aciculares, que aunque en su juventud son blanquecinas, de color cuerno o marrones, con el tiempo se vuelven de color blanco grisáceo con la punta de color marrón más oscuro. Se extienden horizontalmente, aparecen ligeramente curvadas hacia un lado y son algo curvadas hacia el tallo, llegando a medir de 0,5 a 1,5 cm de largo.

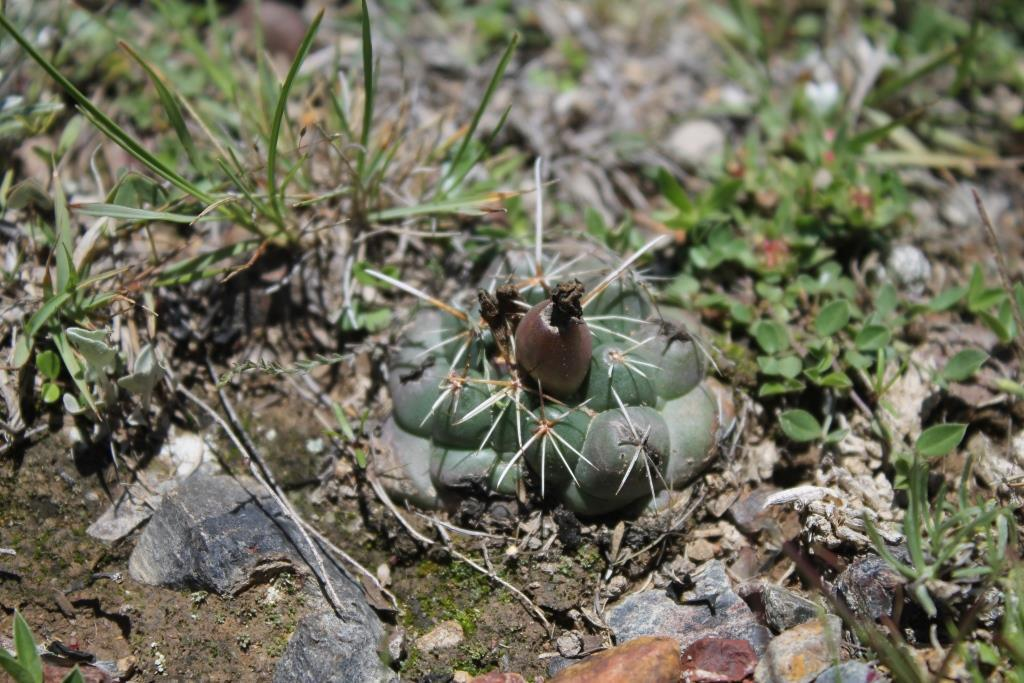
Detalle del fruto

Las flores son de color amarillo pálido, miden de 3 a 4 cm de diámetro y hasta 3,5 cm de largo. Aparecen de forma sub-apical, con mucha lana en la base de la flor. Los frutos son oblongos y de color verde. Las semillas son reniformes, de color pardo y tienen la testa reticulada.

## Distribución y hábitat
El área de distribución nativa de esta especie es México (concretamente de los estados mexicanos de Jalisco y San Luis Potosí) y crece principalmente en biomas desérticos o de matorral seco.
Habita alrededor de los 2100 metros sobre el nivel del mar, en claros de bosques de encinos (Quercus), en suelos de origen calizo y en pastizales inducidos.

## Taxonomía
Coryphantha vogtherriana fue descrita por los botánicos alemanes Erich Werdermann y Friedrich Boedeker y publicada por primera vez en la revista científica Monatsschrift der Deutschen Kakteen-Gesellschaft 4: 32, en 1932.
Etimología
- Coryphantha: nombre genérico que deriva del griego coryphe (que significa 'cima' o 'cabeza'), y anthos (que significa 'flor'), haciendo referencia a que las flores aparecen en el ápice de los tallos.
- vogtherriana: epíteto específico otorgado en honor al amante de cactus alemán Hans Vogtherr.[7][8]

## Estado de conservación
En la Lista Roja de Especies Amenazadas de la UICN, la especie está clasificada como de “Preocupación Menor (LC)”.
No se conocen amenazas importantes para la conservación de esta especie, aunque algunas poblaciones se están reduciendo debido a la erosión, la deforestación y el pisoteo por parte de los animales que pastan en su hábitat.

## Usos
Se cultiva principalmente como planta ornamental y su propagación se realiza a través de semillas.